# Memorial da América Latina
El Memorial da América Latina (Monumento a la América Latina) es una obra arquitectónica del arquitecto brasileño Oscar Niemeyer ubicada en São Paulo, Brasil.

## Características
Ubicado en el distrito de Barra Funda, en la Zona Central de la ciudad de São Paulo, fue inaugurado el 18 de marzo de 1989, con el concepto y proyecto cultural desarrollado por el antropólogo brasileño Darcy Ribeiro.

## Atractivos culturales
El complejo ofrece exposiciones de cultura latinoamericana. Su teatro promueve eventos y ha acogido presentaciones musicales. 

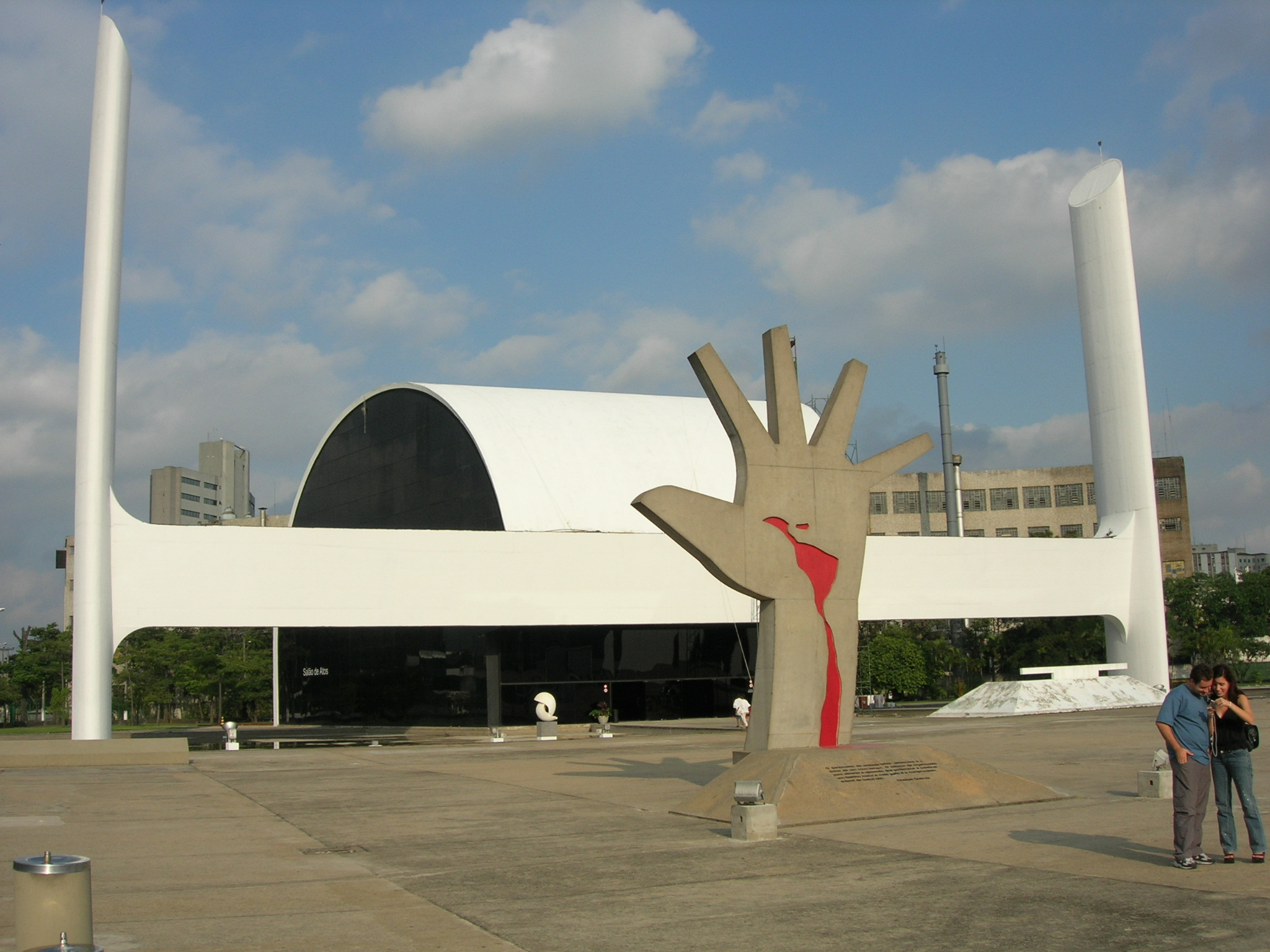
El Salón de Actos Tiradentes, y la mano, diseñados por Oscar Niemeyer.

### La mano
Cerca de la entrada próxima al metro, en la puerta 1, se erige La Mano (escultura de Oscar Niemeyer), en cuya palma se encuentra representado el mapa de América Latina en tinta roja, en referencia a la sangre derramada durante siglos de dominación y opresión de la región. Se trata de un emblema de este continente colonizado brutalmente que aún continúa en su lucha por la identidad y la autonomía cultural, política y socioeconómica.

### Subdivisiones
La Plaza Cívica es un espacio al aire libre que conecta los edificios de la galería Marta Traba, la biblioteca de América Latina Victor Civita y el salón de actos Tiradentes. Su vocación es la reunión de multitudes. Con capacidad para por lo menos 30 000 personas es donde suceden festivales típicos de los países de América Latina] y de las regiones brasileñas, además de conciertos populares, festivales, talleres y diversos espectáculos.
En la plaza Cívica se ubica el edificio de recepción, que ganó el apodo cariñoso de Queijinho (en español:quesito), cerca de la puerta 2. Donde se reciben las excursiones escolares en autobús además, es el punto de partida de la visitas guiadas. 
Desde el otro extremo de la plaza Cívica cruzando una sinuosa pasarela peatonal, en la otra mitad del complejo cultural están: el pabellón de la Creatividad, la cafetería, la Administración, el auditorio Simón Bolívar y el Anexo de Diputados.